# Giải NBRMP cho kịch bản chuyển thể hay nhất
Giải NBRMP cho kịch bản chuyển thể hay nhất là một giải của NBRMP dành cho kịch bản chuyển thể của một phim, được bầu chọn là hay nhất. Giải này được lập từ năm 2003.

## Các kịch bản phim đoạt giải

### Thập niên 2000
| Năm  | Kịch bản phim                       | Soạn giả                     | Nguồn                               |
| ---- | ----------------------------------- | ---------------------------- | ----------------------------------- |
| 2003 | Cold Mountain                       | Anthony Minghella            | sách của Charles Frazier            |
| 2004 | Sideways                            | Alexander Payne & Jim Taylor | tiểu thuyết của Rex Pickett         |
| 2005 | Syriana                             | Stephen Gaghan               | sách của Robert Baer                |
| 2006 | The Painted Veil                    | Ron Nyswaner                 | tiểu thuyết của W. Somerset Maugham |
| 2007 | No Country for Old Men              | Joel and Ethan Coen          | tiểu thuyết của Cormac McCarthy     |
| 2008 | The Curious Case of Benjamin Button | Eric Roth                    | truyện ngắn của F. Scott Fitzgerald |
| 2008 | Slumdog Millionaire                 | Simon Beaufoy                | tiểu thuyết của Vikas Swarup        |